# تیامولین
تیامولین(به انگلیسی: Tiamulin) (که قبلاً با نام تیاموتیلین(به انگلیسی: thiamutilin) شناخته می‌شد) یک آنتی بیوتیک از دسته پلوروموتیلین‌ها است که در داروهای دامپزشکی به ویژه برای خوک و مرغ استفاده می‌شود.
تیامولین یک ضد میکروب دی‌ترپنی با ساختار شیمیایی پلوروموتیلین شبیه به Valnemulin است.